# استوری، ساسکاچوان
استوری، ساسکاچوان (به انگلیسی: Estuary, Saskatchewan) یک منطقهٔ مسکونی در کانادا است که در ساسکاچوان واقع شده‌است.